# Peter Ndlovu
Peter Ndlovu (ur. 25 lutego 1973 w Bulawayo) – zimbabwejski piłkarz grający na pozycji napastnika. Jest bratem Adama i Madindy Ndlovu, także reprezentantów Zimbabwe.

## Kariera klubowa
Karierę piłkarską Ndlovu rozpoczął w rodzinnym Bulawayo, w tamtejszym klubie Highlanders Bulawayo. W 1989 roku zadebiutował w jego barwach w zimbabwejskiej Premier League. Swoje pierwsze sukcesy w karierze osiągnął w 1990 roku, gdy wywalczył mistrzostwo kraju i Puchar Zimbabwe. Z kolei w 1991 roku zdobył Puchar Niepodległości Zimbabwe.
W sierpniu 1991 roku Ndlovu podpisał kontrakt z angielskim Coventry City, do którego trafił za 10 tysięcy funtów. W Division One zadebiutował 16 sierpnia 1991 w zremisowanym 1:1 wyjazdowym meczu z Queens Park Rangers. W zespole prowadzonym przez takich menedżerów jak: Terry Butcher, Bobby Gould, Phil Neal i Ron Atkinson był podstawowym zawodnikiem, ale za czasów menedżera Gordona Strachana w sezonie 1996/1997 stracił miejsce w składzie Coventry. Od 1991 do 1997 roku rozegrał w tym klubie 176 meczów i strzelił 39 goli.
15 lipca 1997 Ndlovu został zawodnikiem klubu Division One, Birmingham City, do którego odszedł za 1,6 miliona funtów. W nowym zespole zadebiutował 9 sierpnia 1997 w zwycięskim 2:0 domowym meczu ze Stoke City, w którym strzelił gola. Jesienią 2000 roku był wypożyczony do Huddersfield Town, a zawodnikiem Birmingham był do końca tamtego roku. Ogółem w zespole „The Blues” wystąpił w 106 meczach, w których zdobył 23 bramki.
Na początku 2001 roku Ndlovu przeszedł na zasadzie wolnego transferu do Sheffield United. W nowym klubie po raz pierwszy wystąpił 4 lutego 2001 wyjazdowym meczu z Fulham F.C. (1:1). Przez 3,5 roku strzelił dla Sheffield 25 goli w 135 rozegranych meczach. W 2004 roku Zimbabwejczyk odszedł do południowoafrykańskiego Mamelodi Sundowns. W 2006 i 2007 roku dwukrotnie z rzędu wywalczył z nim mistrzostwo Premier Soccer League. W sezonie 2008/2009 związał się kontraktem z Thanda Royal Zulu z Durbanu, z którym wiosną 2009 spadł do drugiej ligi RPA.
| Sezon   | Klub                 | Kraj              | Rozgrywki      | Mecze | Bramki |
| ------- | -------------------- | ----------------- | -------------- | ----- | ------ |
| 1989    | Highlanders Bulawayo | Zimbabwe          | Premier League | ?     | ?      |
| 1990    | Highlanders Bulawayo | Zimbabwe          | Premier League | ?     | ?      |
| 1991    | Highlanders Bulawayo | Zimbabwe          | Premier League | ?     | ?      |
| 1991/92 | Coventry City        | Anglia            | Division One   | 23    | 2      |
| 1992/93 | Coventry City        | Anglia            | Premier League | 32    | 7      |
| 1993/94 | Coventry City        | Anglia            | Premier League | 40    | 11     |
| 1994/95 | Coventry City        | Anglia            | Premier League | 30    | 11     |
| 1995/96 | Coventry City        | Anglia            | Premier League | 32    | 5      |
| 1996/97 | Coventry City        | Anglia            | Premier League | 20    | 1      |
| 1997/98 | Birmingham City      | Anglia            | Division One   | 39    | 9      |
| 1998/99 | Birmingham City      | Anglia            | Division One   | 43    | 10     |
| 1999/00 | Birmingham City      | Anglia            | Division One   | 12    | 1      |
| 2000/01 | Birmingham City      | Anglia            | Division One   | 12    | 2      |
| 2000/01 | Huddersfield Town    | Anglia            | Division One   | 6     | 4      |
| 2000/01 | Sheffield United     | Anglia            | Division One   | 15    | 4      |
| 2001/02 | Sheffield United     | Anglia            | Division One   | 45    | 4      |
| 2002/03 | Sheffield United     | Anglia            | Division One   | 42    | 8      |
| 2003/04 | Sheffield United     | Anglia            | Division One   | 36    | 9      |
| 2004/05 | Mamelodi Sundowns    | Południowa Afryka | Premier League | 25    | 10     |
| 2005/06 | Mamelodi Sundowns    | Południowa Afryka | Premier League | 14    | 1      |
| 2006/07 | Mamelodi Sundowns    | Południowa Afryka | Premier League | 17    | 2      |
| 2007/08 | Mamelodi Sundowns    | Południowa Afryka | Premier League | 25    | 7      |
| 2008/09 | Thanda Royal Zulu    | Południowa Afryka | Premier League | 19    | 1      |
| 2009/10 | Thanda Royal Zulu    | Południowa Afryka | Mvela League   |       |        |

## Kariera reprezentacyjna
W reprezentacji Zimbabwe Ndlovu zadebiutował w 1991 roku. W 2004 roku podczas Pucharu Narodów Afryki 2004 wystąpił w 3 spotkaniach: z Egiptem (1:2 i gol), z Kamerunem (3:5 i 2 gole) i z Algierią (2:1). W 2006 roku był podstawowym zawodnikiem Zimbabwe w Pucharze Narodów Afryki 2006 i zagrał tam w 3 meczach: z Senegalem (0:2), z Nigerią (0:2) i z Ghaną (2:1).